# Nick Sibbeston
Nick Sibbeston, né le 21 novembre 1943 à Fort Simpson, est un avocat et un homme politique canadien.

## Biographie
En 1970 à 1975 et de 1979 à 1983, il est député de Mackenzie-Laird à l'Assemblée législative des Territoires du Nord-Ouest. Il siège ensuite à cette même assemblée comme député de Deh Cho Gah jusqu'en 1987, puis de Nahendeh jusqu'en 1991. De 1985 à 1987, il exerce la fonction de premier ministre des Territoires du Nord-Ouest.
Il travaille ensuite brièvement pour le gouvernement territorial en tant que spécialiste en matière de justice et d’administration publique pour l'agence de santé et de services sociaux de Deh Cho. Il travaille également quatre années au Tribunal canadien des droits de la personne. Il a également collaboré à l'émission North of 60 en tant que conseiller linguistique et culturel en langue esclave.
Le 2 septembre 1999, le premier ministre canadien Jean Chrétien le nomme sénateur pour les Territoires du Nord-Ouest.